# Love & Feelings
Love & Feelings è il secondo album in studio del rapper Cranio Randagio, di 7 tracce, pubblicato il 17 marzo 2016 per Rugbeats Plus.
L'album ha ottenuto un ottimo successo in Italia, raccogliendo più di 7 milioni di ascolti su Spotify.

## Tracce
Testi di Vittorio Andrei, musiche di Francesco Saverio Caligiuri, eccetto dove indicato.
1. Vittorio come va? – 3:18
2. Doposci – 3:39 (musica: Andrea Mariatti)
3. Love & Feelings (feat. Davide Shorty) – 3:33 (testo: Davide Sciortino, Vittorio Andrei)
4. Petrolio – 4:04 (musica: D.Sigal)
5. Il canale della manica – 2:49
6. Il clima cambierà – 3:25
7. PxV – 3:26

## Formazione
Musicisti
- Cranio Randagio - voce
- Davide Shorty - voce aggiuntiva (traccia 3)
- Gabriele Centofanti - basso (traccia 3, traccia 4, traccia 6)
- Matteo Pompei - chitarra (traccia 3)
- Gianluca Robustelli - chitarra (traccia 6)

Produzione
- Squarta – produzione, registrazione, missaggio, mastering
- Andrea Mariatti - produzione (traccia 2)
- D.Sigal - produzione (traccia 4)

## Videografia

### Video musicali
| Anno | Titolo            | Regista/i          |
| ---- | ----------------- | ------------------ |
| 2015 | Petrolio          | Superview Filmaker |
| 2015 | Doposci           | Optifilms          |
| 2016 | Il clima cambierà | Smashvideo         |
| 2016 | Love & Feelings   | KES                |